# São Marcos da Ataboeira
São Marcos da Ataboeira é uma povoação portuguesa, sede da Freguesia de São Marcos da Ataboeira do Município de Castro Verde, freguesia com 104,13 km² de área e 260 habitantes (censo de 2021), e, por isso, uma densidade populacional de 2,5 hab./km².
Povoações da freguesia: Figueirinha, Guerreiro, Salto e São Marcos da Ataboeira.

## Demografia
Nota: No censo de 1864 figura com a designação de São Marcos.
A população registada nos censos foi:
| Distribuição da População por Grupos Etários | Distribuição da População por Grupos Etários | Distribuição da População por Grupos Etários | Distribuição da População por Grupos Etários | Distribuição da População por Grupos Etários |
| -------------------------------------------- | -------------------------------------------- | -------------------------------------------- | -------------------------------------------- | -------------------------------------------- |
| Ano                                          | 0-14 Anos                                    | 15-24 Anos                                   | 25-64 Anos                                   | > 65 Anos                                    |
| 2001                                         | 38                                           | 51                                           | 180                                          | 104                                          |
| 2011                                         | 36                                           | 24                                           | 176                                          | 102                                          |
| 2021                                         | 17                                           | 26                                           | 126                                          | 91                                           |

## Localidades
- Figueirinha
- Guerreiro
- Salto
- São Marcos da Ataboeira

## Associações desportivas
- Futebol Clube de São Marcos

## Cultura
Uma das principais associações culturais na freguesia é a Marcha Popular de São Marcos da Ataboeira, cujo desfile é realizado em Junho, durante as festas dos santos populares. Além de São Marcos da Ataboeira, também tem marcado presença noutros pontos da região, como nas Festas de Castro Verde, Ourique ou Almodôvar.
Outro agrupamento de destaque em São Marcos da Ataboeira é o Clube de Motos SMA 50 CC, que geralmente organiza passeios e outros eventos no dia 25 de Abril, e antes do Natal, quando os membros circulam pela freguesia vestidos de Pai Natal.

## Património
- Capela de Nossa Senhora de Aracelis
- Castro de Castro Verde
- Ermida de São Pedro do Soeiro
- Igreja Matriz de São Marcos da Ataboeira
- Lagar de cera de São Marcos da Ataboeira

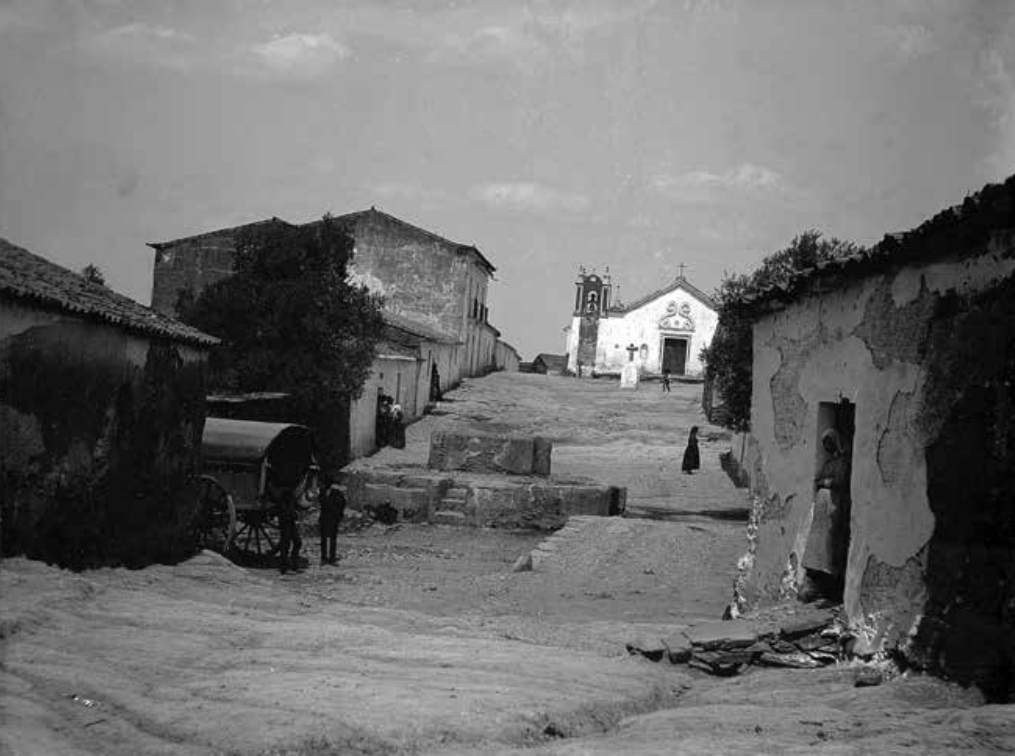
Rua da Igreja na aldeia de S. Marcos da Ataboeira, na década de 1900. Ao fundo é visível a igreja matriz.

## História
Um dos vestígios mais antigos da presença humana na freguesia de São Marcos da Ataboeira situa-se no Cerro de São Pedro de Cabeças, onde foram encontrados indícios de ocupação nos períodos do neo-Calcolítico, segunda Idade do Ferro e romano. Durante a época romana, o território era atravessado pela importante via terrestre entre a cidade de Myrtilis (Mértola) e o centro mineiro de Vipasca (Aljustrel), sendo controlado por uma torre de vigia situada no local aproximado da Capela de Nossa Senhora de Aracelis, que continuou a ser utilizada na época islâmica.
Na sequência da reorganização política e territorial após a reconquista cristã do Alentejo, São Marcos da Ataboeira fica a pertencer ao concelho de Mértola. Nos finais do século XIV, a Ermida de São Pedro do Soeiro foi construída por uma rica família de proprietários da região, enquanto que a Capela de Nossa Senhora de Aracelis e a Igreja Matriz de São Marcos da Ataboeira terão sido ambas fundadas no século XVI.
Em 1836, com a reforma do Código Administrativo, a freguesia de Sao Marcos da Ataboeira passou a fazer parte do concelho de Castro Verde.
Nos finais do século XIX e princípios do XX, uma das principais funções económicas em São Marcos da Ataboeira foi a apicultura, que além da produção de mel, permitiu igualmente o desenvolvimento de uma indústria ligeira centrada no fabrico de cera de mel. Depois de várias décadas de declínio, a produção de mel e outros derivados da apicultura ressurgiu devido aos programas de apoio da Câmara Municipal de Castro Verde. Em 1988 foi fundado o Futebol Clube São Marcos, em 2016 a associação Marcha Popular de São Marcos da Ataboeira, e em 2023 o Clube de Motos SMA 50 CC.
Em 2024, a Câmara Municipal de Castro Verde inaugurou o novo relvado sintético do Campo de Jogos João Celorico Drago, uma importante intervenção que teve como finalidade assegurar «condições de qualidade para a ocupação dos tempos livres dos jovens e uma aposta concreta da criação de escalões de formação na freguesia de São Marcos da Ataboeira».

## Galeria

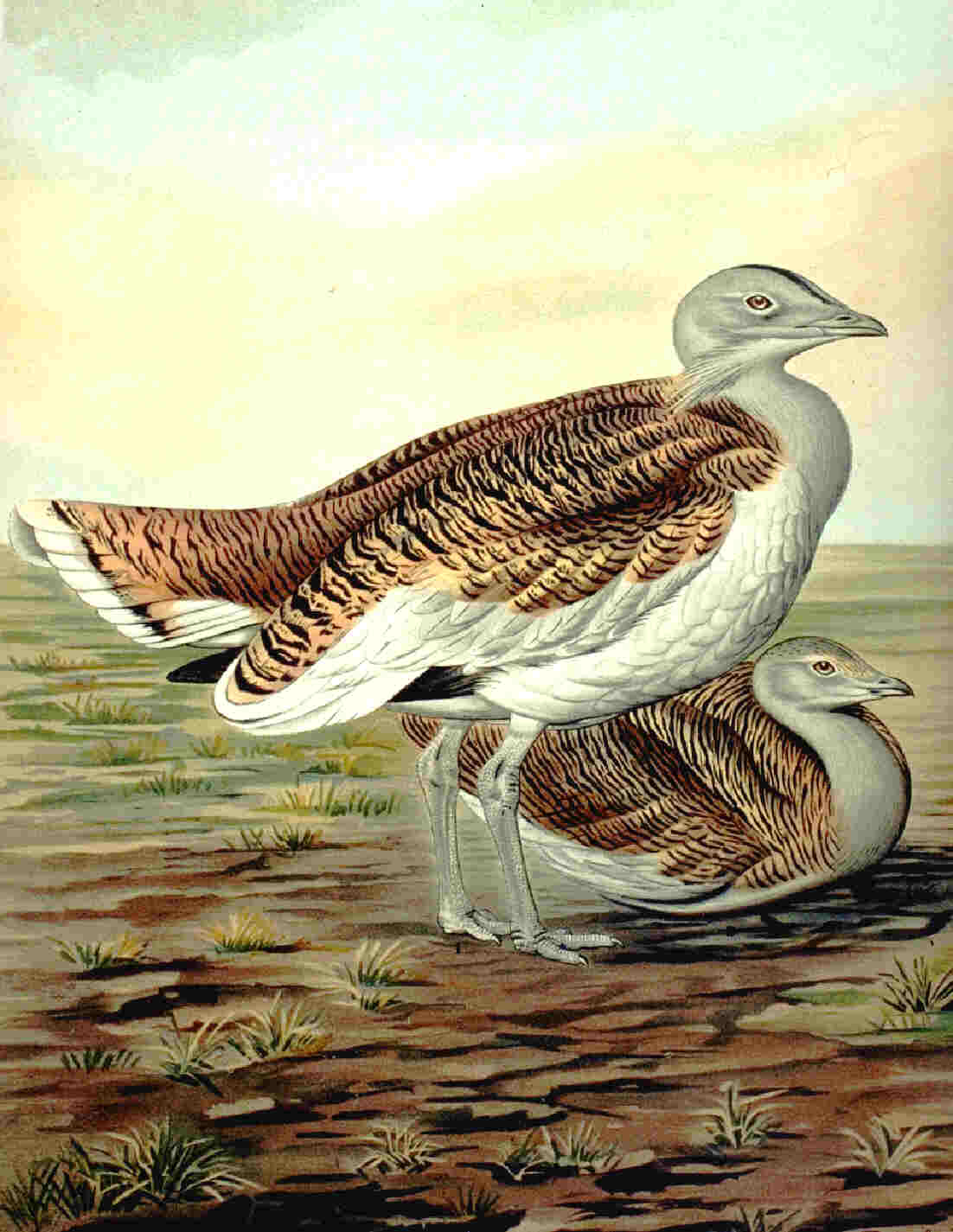
Abetarda-comum
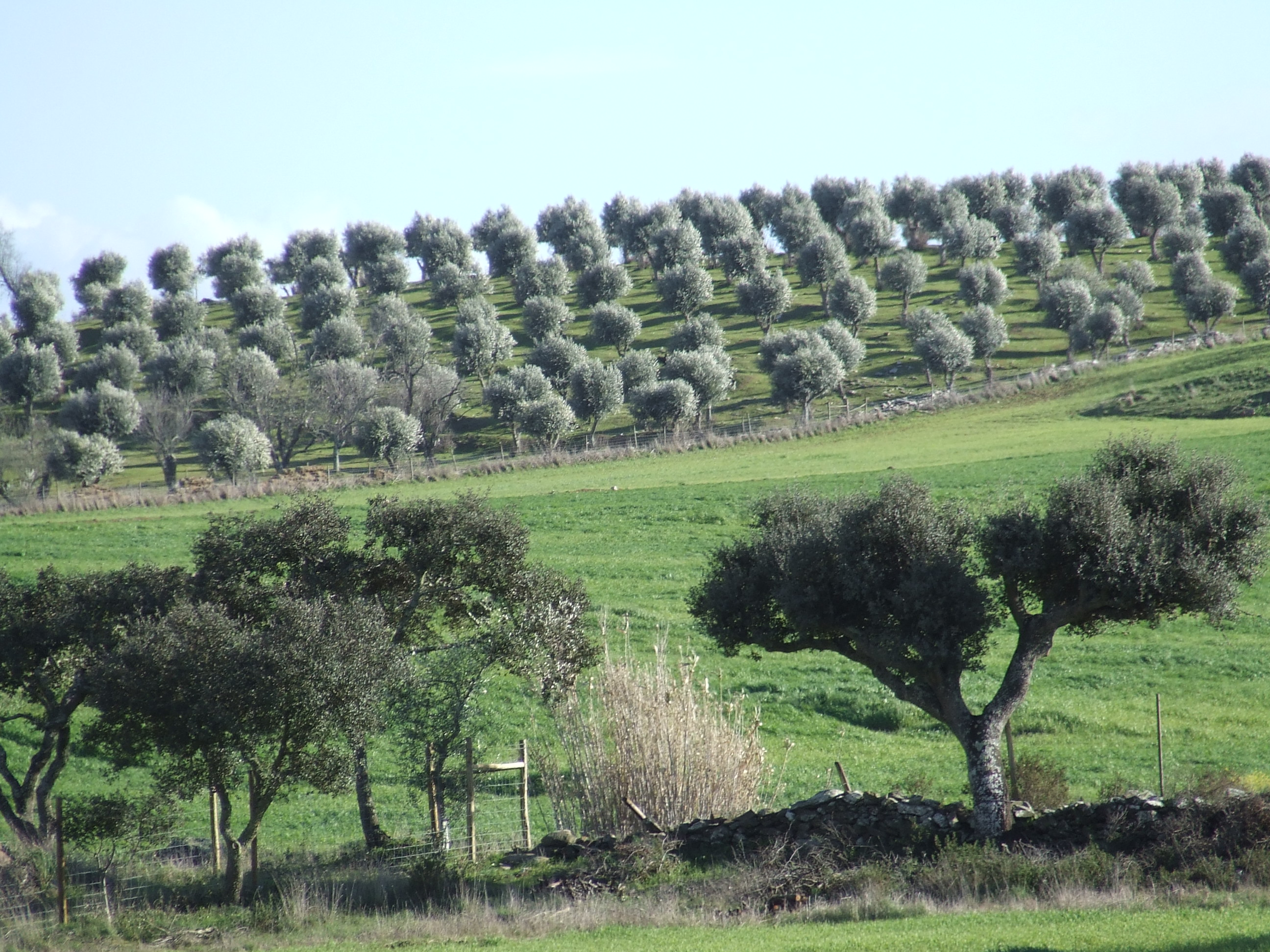
Azinheiras e oliveiras